# Roppen
Roppen je obec v Rakousku ve spolkové zemi Tyrolsko v okrese Imst.
V obci žije přibližně 1 900 obyvatel.

## Geografie

### Poloha
Obec Roppen se stejnojmennou hlavní vesnicí leží 5 km jihovýchodně od města Imst mezi ústími řek Pitze a Ötztaler Ache do Innu. Obec je na severu ohraničena horou Tschirgant a na jihu horou Wildgrat. Obec má rozlohu třicet kilometrů čtverečních. Z toho je šest procent využíváno zemědělsky, více než polovina je zalesněna, jedenáct procent tvoří vysokohorské pastviny a více než čtvrtina je alpské území (skály). Do hlavní řeky Inn se vlévají potoky Leonhardsbach a Waldelesbach.

### Části obce
- Hoheneck
- Waldele
- Mühle
- Höfle/Höfele
- Obbruck
- Lehne
- Mairhof
- Oberängern
- Neufeldsiedlung
- Löckpuit
- Wolfausiedlung
- Innkniesiedlung
- Ötzbruck
- Trankhütte
- Industriegebiet Tschirgant

### Sousední obce
Obec sousedí
| Karres          | Karrösten Tarrenz | Haiming  |
| Arzl im Pitztal |                   | Sautens  |
| Jerzens         |                   | Umhausen |

## Historie
Osídlení začalo asi před 3000 lety, jak dokazují nálezy v oblasti Burschl. První písemná zmínka o obci objevuje v listině z roku 1260 jako Roupen. Jeho základem je starověké slovo *raup-an nebo podobné, které pojmenovává skalnatou oblast (srov. latinské rupes ⇒ skalnatý svah).
V roce 1337 je v Roppen zmiňován kostel Lienhard, o který se starali z Imstu; v letech 1534 až 1745 měl farnost na starosti kaplan v Karresu. V roce 1745 získala Roppen vlastní farnost a od roku 1891 je samostatnou farností.
Těžba na Tschirgantu, která začala v 15. století, se rozšířila i do Roppen; kolem roku 1535 se v Roppen objevuje horník Ruepp Kölle. Roppen však získal větší význam, protože byl výchozím bodem pro plavení rudy a dřeva. Splavování dřeva má dlouhou historii, již v roce 1300 se v účtech solných mlýnů v Hallu objevuje zpráva o dřevěném voru na řece Inn u Waldele. Ruda vytěžená v Tschirgantu se shromažďovala v Arzstadelu. Vory se v Roppen stavěly spojováním kmenů stromů pomocí svorek. Vory se obvykle nakládaly pod mýtným mostem u Lehne. Kromě rudy a vytaveného zboží se přepravovala také kulatina. Cesta vedla až do Innsbrucku, Hallu nebo Schwazu. Dřevěná polena se pálila ve vysokých pecích, zpracovávala se na vodovodní potrubí nebo se používala jako stavební dřevo. Voraři se vraceli do své vesnice buď pěšky, nebo na poštovním voze. Většinou se jednalo o zemědělce, kteří si tímto způsobem přivydělávali. V 17. století těžba upadala a v roce 1740 byla zastavena. Splavování upadalo, stalo se opět čistě dopravou dřeva a postupně zaniklo s uvedením Arlberské železnice do provozu v roce 1884.

## Znak
Blason: Modrý sloup doplněný čtyřmi stříbrnými hroty v modré barvě.
Mluvící znak byl obci udělen v roce 1973. Stříbrné vrcholky dokreslují místní název Rupes (skalnatý svah), který pochází z římských dob, a zároveň představují hornatou krajinu obce a soutěsku řeky Inn.

## Osobnosti obce
Nejslavnější osobností městečka byl biskup Johannes Raffl (1858–1927).